# Sebastià Pi i Pi
Sebastià Pi i Pi (Begur, Baix Empordà, 1847 - La Bisbal d'Empordà, Baix Empordà, 1914) 
Sebastià procedia d’una família dedicada a les tasques marines de la vila de Begur, però ell no va voler seguir aquesta tradició familiar perquè preferí estudiar a l’ escola Especial d’Arquitectura de Begur, centre que tenia la funció de preparar alumnes per després poder anar a validar els seus coneixements davant d’un Jurat de professors a la Escola Provincial d’Arquitectura de Barcelona, centre docent que també formava a Mestres d’Obres seguin les ordenances contingudes al Decret del dia 21-12-1868 que consta al document de contratació del senyor S.Pi fet per l'Ajuntament de la Bisbal dins el lligall Correspondencia municipal.
Al Arxiu Històric Comarcal del Baix Empordà (AHCBE) amb seu a La Bisbal, hi ha guardat el contracte laboral que l’Ajuntament de la vila va fer a Sebastià Pi, document on hi consta que havia obtingut el títol de Mestre d’Obres als 24, el dia 8 d’octubre de 1871 i segons resta explicitat en el contracte laboral guardat al lligall Correspondència municipal .
Es va casar l'any 1873 amb la Maria dels Dolors Forgas i Ferriol, també begurenca i tingueren quatre filles i van fixar la seva residència a La Bisbal.
Sebastia a més d' ésser Mestre d'obres i agrimensor, l'any 1877 fou nomenat capità de la Companyia de Bombers de la Bisbal d'Empordà.
Dins el catalanisme polític, signà el Missatge a la Reina Regent (1888), participà en la campanya en defensa del dret català (1889) i fou designat delegat de la Unió Catalanista a l'Assemblea de Manresa (1892). Santi Soler informa que l'any 1898 a causa de la  defunció del mestre d’obres anterior amb el que treballaven plegats va ocupar la plaça de Mestre d’Obres que també incloïen les tasques d’agrimensor tal com fa referència Santi Soler a Homes del catalanisme aml el títol Sebastia Pi i Pi Mestre d'obres i agrimensor.
De segur que havien de ser diversos els projectes d’obres municipals havien de passar per les seves mans, un d’ells data del 16 de juliol de l'any 1888 i esta dipositat al Arxiu Històric Comarcal de La Bisbal, porta per nom ‘Proyecto de reforma de las estructures del Puente sobre el rio Daró, carretera de 2º orden de Gerona á Palamós’ està signat per ell mateix junt amb un estudi econòmic. El projecte consistia en fer un mur de contenció  que permetés l’obertura d’un carrer al marge del riu Daró, planol del projecte guardat al Arxiu Històric Comarcal del Baix Empordà.
Santi Soler emprant  dades proporcionades per Pere LLoberas i fruit de les seves investigacions comenta que Pi exercí  també les funcions de procurador de la família Caramany de Corçà i confirma com s'ha dit abans que estava vinculat al catalanisme polític i fou el Delegat per la Comarca del Baix Empordà de la Unió Catalanista a l’Assemblea de Manresa (1892), cita de Santi Soler i Simon a Homes del catalanisme. Bases de Manresa.